# Los TECOS
Los TECOS es una sociedad secreta mexicana asociada al integrismo y nacionalcatolicismo, fundada en Guadalajara, Jalisco, México a principios de la década de 1930. Los TECOS ejercieron tradicionalmente un importante grado de influencia sobre el personal docente y estudiantil de la Universidad Autónoma de Guadalajara. La organización surge como una respuesta de la Guerra Cristera y las disputas existentes en el México Posrevolucionario sobre la introducción del marxismo en el sistema educativo. La organización se desarrolló siguiendo firmes líneas anticomunistas, además de posicionarse en contra de lo que afirmaban que era una «conspiración judeo-masónica».
La organización creció aún más durante la década de 1950 y jugó un papel destacado en la Liga Mundial Anticomunista, liderando esencialmente la rama latinoamericana de la operación. 
Al igual que los comunistas a los que se oponían, Los TECOS desarrollaron una serie de grupos de fachada, con una membresía masiva (no vinculada por los juramentos de la sociedad secreta), que buscaban influir y controlar diversos asuntos de la política, sociedad y religión en México de manera secreta. Estos grupos eran típicamente estudiantiles, católicos de derecha y anticomunistas; algunos se dedicaban a la violencia con los militantes de extrema izquierda, mientras que otros se dedicaban a la propaganda y al cabildeo más sutil.
Los TECOS generaron varias sucursales en diferentes estados de México. Uno de ellos, en Puebla, era conocido como El Yunque. Esta organización, si bien comparte la misma visión de mundo católica ultraconservadora, se separó de Los TECOS a principios de la década de 1960 en una amarga disputa sobre la cuestión religiosa del Concilio Vaticano Segundo. Los TECOS y varios de sus líderes espirituales, incluido el sacerdote Joaquín Sáenz y Arriaga, fueron pioneros en formular la tesis del sedevacantismo, mientras que El Yunque sostuvo como legítimos los aspirantes al papado post-conciliar desde el Papa Pablo VI en adelante.

## Etimología
Existen diferentes opiniones sobre el origen del nombre TECOS y su significado. Según algunas fuentes, es un acrónimo de Tarea Educativa y Cultural hacia el Orden y la Síntesis. Un segundo nivel de significado del nombre es que teco es tecolote, haciendo referencia a "la devoción del estudiante por los estudios académicos nocturnos".  Una hija de un miembro de Los TECOS afirmó: «Sí, significa búho. Los Tecos son búhos cuyos ojos son rojos. Los miembros del grupo se llaman Los Tecos porque están despiertos toda la noche haciendo lo suyo». Su influencia en la universidad fue tal que el equipo de fútbol asociado con esta lleva el nombre de Tecos Fútbol Club.

## Historia

### Antecedentes: La política mexicana en la década de 1920
Los orígenes de Los TECOS encuentran sus raíces más directamente en la resistencia conservadora y católica a los acontecimientos políticos en México en la década de 1920, que cobraron protagonismo en la Revolución Mexicana, tras la caída del régimen liberal moderado del período del Porfiriato. Aunque el general Porfirio Díaz era masón y se adhirió a las posiciones del Partido Liberal, no impuso activamente el anticlericalismo, por lo que, como compromiso, su gobierno había sido relativamente tolerado por los elementos conservadores mexicanos. Después del comienzo de la Revolución mexicana, que derrocó a Díaz, algunos opositores conservadores de los revolucionarios y católicos políticamente activos respaldaron el ascenso al poder del general Victoriano Huerta (que había sido apoyado en esta empresa por el Imperio alemán), pero su mandato duró poco. A raíz de esto, los carrancistas y otros grupos revolucionarios se involucraron en una reacción general contra los católicos mexicanos (hubieran apoyado o no a Huerta) y desarrollaron adiciones anticatólicas a la Constitución mexicana de 1917.  Al mismo tiempo, se produjo en Rusia la Revolución bolchevique de Octubre, que inculcó en los elementos conservadores mexicanos la idea de que existía una conspiración mundial para derrocar al cristianismo.
Frente a esta visión burguesa, secularista y "masónica" de la sociedad, los católicos mexicanos fundaron diversas organizaciones para resistir el anticlericalismo y coordinarse en pos del "orden cristiano en México". Esto incluía la Asociación Católica de la Juventud Mexicana (ACJM), una asociación mayoritariamente laica patrocinada por la Compañía de Jesús, que había sido creada en 1913 por el P. Bernardo Bergöend, jesuita nacido en Francia, con la aprobación de José Mora y del Río, arzobispo de México. Después de las adiciones anticlericales cada vez más radicales a la Constitución mexicana de 1917, que impusieron la educación secular como obligatoria, dejaron al Estado en control de la propiedad de la Iglesia e hicieron obligatorio que los sacerdotes se registraran ante las autoridades del gobierno local para poder operar, creció una reacción católica, centrada en la ACJM. Los católicos crearon un partido político, el Partido Católico Nacional (PCN), que participó en el proceso político y en las elecciones de 1920, respaldando a la oposición, pero perdió ante Álvaro Obregón del Partido Laborista Mexicano, con una postura radicalmente anticlerical.
Con el ascenso al poder del sucesor elegido por Obregón, Plutarco Elías Calles, también laborista, se promulgó la llamada Ley Calles de 1926, que aplicó más estrechamente la Constitución de 1917 y agregó disposiciones propias (como buscar excluir a los sacerdotes católicos de participar en la vida política) se produjo una rebelión conocida como la Guerra Cristera. Además de la ACJM, que jugó un papel destacado en el bando cristero, la Liga Nacional Defensora de la Libertad Religiosa, fundada en 1925, también jugaría un papel central. Los cristeros, aunque en muchos sentidos tradicionalistas, no eran puramente reaccionarios y apoyaban un catolicismo social basado en la Rerum novarum, lo que les permitió obtener el apoyo de algunas comunidades campesinas e indígenas en su revuelta contra la clase dominante "masónica" liberal y radical. Finalmente, la Iglesia institucional fue persuadida a retirar su apoyo, como parte de una paz negociada por los Estados Unidos y militarmente la rebelión llegó a su fin, aunque la persecución estatal explícita y violenta continuó hasta que Calles fue obligado a exiliarse por su sucesor, Lázaro Cárdenas, quien se había hecho cargo del Partido Nacional Revolucionario (PNR) que Calles había fundado.

### Fundación y la lucha por la educación

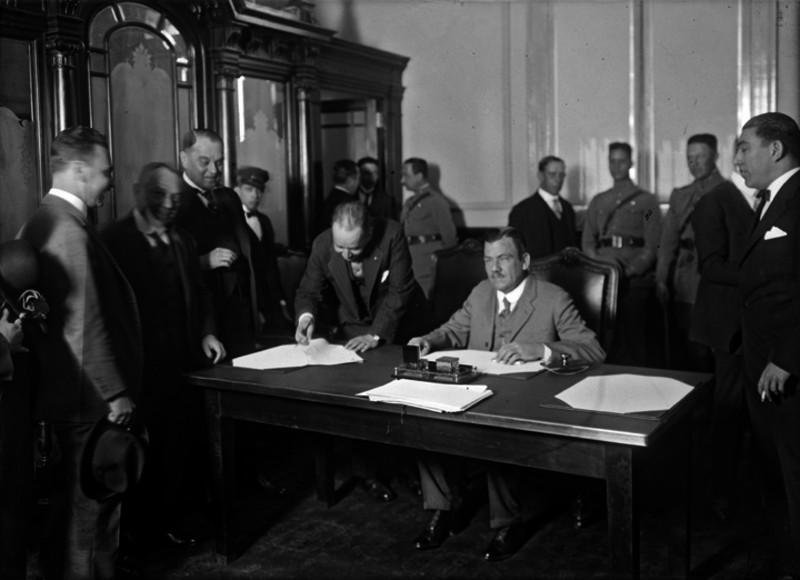
Plutarco Elías Calles, Presidente de México durante el Maximato y la Guerra Cristera, que ejerció las políticas más represivas en contra de los católicos mexicanos.

Durante los años del Maximato, cuando Calles seguía controlando indirectamente el país, el PNR  comenzó a tomar una dirección más socialista. En 1931, Narciso Bassols, un materialista ateo, se convirtió en el primer marxista en ocupar el cargo en México como Secretario de Educación Pública. Con un discurso anticlerical y anticonservador titulado el Grito de Guadalajara, Calles anunció abiertamente un plan para entrar en un "período revolucionario psicológico", donde el Estado tomaría el control de toda la educación en México para "apoderarse de la conciencia de la infancia" para la Revolución.  
Después del ascenso de Cárdenas, Bassols continuó y desarrolló la siguiente fase de este programa educativo revolucionario, conocido como "educación socialista", mediante la cual todas las escuelas enseñarían a los niños de acuerdo con los principios del materialismo marxista y el ateísmo. Además de esto, los marxistas tuvieron otros papeles en el régimen de Cárdenas: creado a partir de la CROM, a la CTM, un sindicato que fue un actor político fundamental en el México Posrevolucionario. En un inicio, la CTM estuvo bajo el control de Vicente Lombardo Toledano, aunque nunca fue miembro del Partido Comunista Mexicano, Lombardo Toledano era, sin embargo, fuertemente prosoviético y su ascendencia judía fue utilizada por elementos de la ultraderecha como evidencia de que el régimen de Cárdenas era una conspiración "judeo-masónica-comunista" y de que la bolchevización de México estaba en curso.
 
Después de la Guerra Cristera, con el ascenso del Partido Revolucionario Institucional (PRI) y la continua tensión entre el Gobierno Mexicano y la población católica derivo en que los católicos políticamente activos en México comenzaron a desarrollar sociedades "reservadas" o secretas para resistir al Estado. Las organizaciones tenían una estructura piramidal, divididas en pequeñas células que no tenían contacto entre sí; irónicamente, esta estructura era similar a las organizaciones revolucionarias paramasónicas contra las que lucharon tan vehementemente. Algunos de estos grupos incluyen La Legión o Los Legiones (fundada en 1932 por Manuel Romo de Alba y cercana a los jesuitas y al sinarquismo ), su sucesora La Base (fundada en 1934, que eventualmente crearía la Unión Nacional Sinarquista ), y Los Conejos (fundada en 1935 en la Ciudad de México).   Los TECOS, fundada en Guadalajara, Jalisco en 1934, fue una de estas sociedades católicas mexicanas de derecha "reservadas".  Los miembros fundadores de la organización fueron el abogado Carlos Cuesta Gallardo (1911-1985), de 23 años, y Antonio Leaño Álvarez del Castillo (1911-2010). Aunque el apoyo dentro de la orden no fue total, varios sacerdotes de la Compañía de Jesús, también conocidos como los jesuitas, apoyaron a Los TECOS y el avance hacia la fundación de la Universidad Autónoma de Guadalajara, entre ellos; el P. José de Jesús Martínez Aguirre, P. Manuel Cordero, P. Joaquín Figueroa de Luna, P. Ramiro Camacho y el P. Joaquín Sáenz y Arriaga.
Scott Anderson y Jon Lee Anderson han afirmado que Carlos Cuesta Gallardo visitó el Tercer Reich en Alemania durante la Segunda Guerra Mundial.  Lo que hizo allí está rodeado de misterio, pero los Anderson y otros han especulado que estaba allí, en contacto con agentes alemanes, para potencialmente organizar la creación de una formación simpatizante de las potencias del Eje en el Río Grande como una póliza de seguro contra los Estados Unidos .  Esto fue parte de un patrón en las relaciones entre Alemania y México, ya que los alemanes ya habían intervenido en la Revolución Mexicana anteriormente y en la controversia que rodeó al telegrama Zimmermann durante la Primera Guerra Mundial (parte de un plan para ayudar a la Reconquista mexicana de Texas, Arizona y Nuevo México ). A principios de la década de 1930, el joven Cuesta Gallardo ya estaba obsesionado con el concepto de una conspiración judeo-masónica y era un fanático de la literatura en este sentido proveniente de fuera de México, como El judío internacional de Henry Ford y Los protocolos de los sabios de Sión, probablemente de la Okhrana rusa, según un contemporáneo Luis Calderón. A Cuesta Gallardo se le ha acusado de escribir posteriormente, bajo varios seudónimos diferentes, sus propios libros del mismo género, incluso bajo el nombre de “Traian Romanescu” (un supuesto exiliado rumano), siendo la obra más popular de este tipo La Gran Conspiración Judía, publicada en México en 1961. Así como La Complot contra la Iglesia, como un esfuerzo colaborativo, bajo el nombre de “Maurice Pinay”, publicado al inicio del Concilio Vaticano II.  Muchas de estas obras fueron publicadas como parte de la serie Biblioteca de secretos políticos.
Carlos Cuesta Gallardo reclutó a un joven intelectual, Raimundo Guerrero, para Los TECOS, quien atrajo a otros estudiantes y académicos a la bandera de la UAG y a través de la universidad se convirtió en el líder público de Los TECOS, mientras que Cuesta Gallardo y Leaño Alvarez del Castillo eran el poder detrás de escena.  La Organización Mundial de Universidades de la UNESCO celebró su conferencia en Buenos Aires, Argentina en 1952 y Guerrero fue enviado a representar a la UAG y Los TECOS. Esto resultó ser una excelente oportunidad de networking para la organización, ya que entraron en contacto con estudiantes argentinos de una mentalidad similar, los seguidores del P. Julio Meinvielle, un sacerdote jesuita (asociado inicialmente en su política interna argentina con una facción de derecha radical católica del peronismo, luego crearía en pocos años su propio Movimiento Nacionalista Tacuara ), además de esto, construyeron conexiones con miembros de la Liga Árabe, como los saudíes, con quienes compartían una oposición mutua al sionismo y una obsesión con las "conspiraciones judías".  La relación con el P. Meinvielle se mantuvo durante muchos años, sus libros fueron luego distribuidos por Los TECOS en las conferencias de la Liga Mundial Anticomunista e incluso fue invitado a hablar en la conferencia de Guadalajara en los años 1970. 
Los TECOS, en lugar de ser abstencionistas, emprendieron una amplia campaña de relaciones públicas para promover sus objetivos. Mientras condenaban a las Naciones Unidas en sus propios trabajos privados como parte de la "conspiración masónica", al mismo tiempo utilizaron la Organización Universitaria Mundial de la UNESCO para construir relaciones con fuerzas de derecha radical, anticomunistas, antimasónicas y antisemitas en todo el mundo durante la década de 1950.  Lo más audaz fue su logro de conseguir un vasto financiamiento a través del mundo académico para su universidad, a la que convirtieron en una entidad creíble como una de las más importantes de América Latina (particularmente en el campo médico), pero también canalizaron parte de esos fondos hacia sus propias actividades políticas. La mayor ganancia inesperada se consiguió en 1962, según Stefan Thomas Possony, quien afirmó que «tras años de penuria financiera, la UAC de Guadalajara recibió dinero de las Fundaciones Rockefeller, Ford y Carnegie, así como de la Agencia para el Desarrollo Internacional (AID). Este feliz cambio fue logrado por Luis Garibay, rector de la universidad y compadre de Guerrero».  En sus propias publicaciones, Los TECOS habían denunciado a Nelson Rockefeller como «judío» (junto con otros líderes estadounidenses, Franklin D. Roosevelt y Harry «Solomon» Truman ).  La organización brasileña Tradición, Familia, Propiedad (TFP), rival católica conservadora de Los TECOS en la escena latinoamericana, afirmó que el mayor responsable de esto fue el Dr. Oscar Wiegand, profesor de zoología de la Universidad de Texas, quien llevó al decano, Luis Garibay Gutiérrez, en una gira por 12 universidades de los Estados Unidos para solicitar donaciones. Entre 1964 y 1974, cerca de 20 millones de dólares en subvenciones fueron transferidas a través de estas instituciones estadounidenses a la UAG, controlada por Los TECOS .  Según un informe del Albuquerque Journal, "creen que están usando oro judío para combatir a los judíos".

### El Concilio Vaticano II y el sedevacantismo

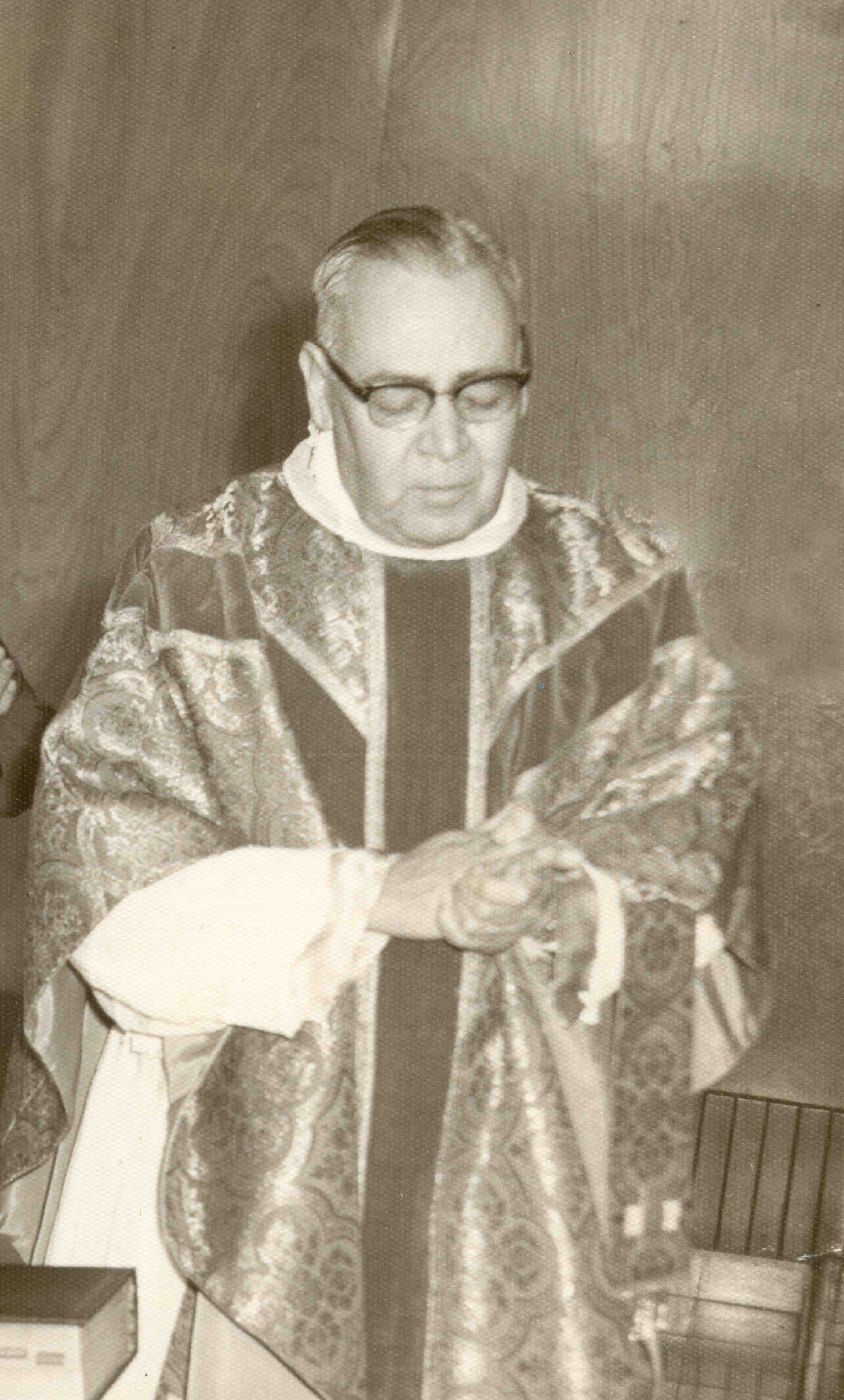
El sacerdote jesuita mexicano, P. Joaquín Sáenz y Arriaga, antiguo asociado de Los TECOS, fue uno de los pioneros del sedevacantismo tras el Concilio Vaticano II.

Los TECOS se destacan por ser pioneros en el desarrollo del sedevacantismo en México. Incluso durante el Concilio Vaticano II, Los TECOS intentaron influir en los procedimientos, trabajando particularmente contra el documento Nostra aetate (un documento sobre las relaciones entre la Iglesia católica y los judíos). En octubre de 1962, con la apertura del concilio, se distribuyó anónimamente a todos los asistentes un documento titulado Il Complotto contro la Chiesa ("El complot contra la Iglesia") bajo el seudónimo de Maurice Pinay, causando una gran controversia.    El documento fue escrito originalmente en español y Scott Anderson y Jon Lee Anderson afirman que fue escrito por miembros de Los TECOS ; Carlos Cuesta Gallardo y Garibi Velasco,  con algunas fuentes italianas que atribuyen su difusión en el Concilio en parte al P. Joaquín Sáenz y Arriaga, sacerdote mexicano y ex jesuita que fue asesor espiritual de Los TECOS. Se advirtió a los miembros del Concilio sobre la vigilancia, con la polémica de 800 páginas que afirmaba que desde los tiempos de Cristo, durante 1900 años, el judaísmo había trabajado para derrocar al cristianismo y a la Iglesia católica, afirmando la participación de la " Sinagoga de Satanás " en cada herejía importante, así como alentando a "enemigos" como la masonería y el comunismo . 
En 1965, después de concluido el Concilio Vaticano II, se realizó una reunión de Los TECOS en la casa de Anacleto González Guerrero (hijo del mártir cristero Anacleto González Flores ) en el Distrito Federal. En la reunión también estuvieron presentes Antonio Leaño Álvarez del Castillo, uno de los líderes cofundadores de Los TECOS y Ramón Plata Moreno, miembro laico fundador de El Yunque ; según Manuel Díaz Cid, cofundador de El Yunque. Leaño expuso la postura de Los TECOS, proponiendo que todos ellos debían declarar vacante la sede de San Pedro, basándose en la afirmación de que Pablo VI (Giovanni Montini) era en realidad un "infiltrado judío"  y por tanto no podía ser un verdadero Papa católico. En respuesta, El Yunque, representado por Plata y Díaz Cid, adoptó una postura más cautelosa; aunque no estaban contentos con los acontecimientos que surgían de Roma y las críticas filiales estaban justificadas, insistieron en que el Papa Pablo VI era un Papa legítimo, basándose en la promesa de Jesucristo en Mateo 28:20 : "Yo estoy con vosotros todos los días, hasta la consumación del mundo". Leaño tomó un cenicero que había estado sobre la mesa y marcó un límite con él, diciendo que no podía haber más colaboración y que Los TECOS ahora considerarían a El Yunque un enemigo.
En México, la batalla entre tradicionalistas y progresistas, en la que estaban involucrados miembros de Los TECOS representados entre los primeros, se intensificó a lo largo de los años 1960 y 1970. El principal sacerdote que representa las opiniones de Los TECOS, el P. Sáenz y Arriaga, entró en conflicto con el cardenal Miguel Darío Miranda y Gómez, ganándose una reprimenda cuando publicó el libro Con Cristo o contra Cristo en 1966 (a pesar de que contaba con el imprimatur de Juan María Navarrette y Guerrero, arzobispo de Hermosillo). El blanco clerical favorito de Los TECOS en México, con ataques publicados regularmente en Réplica, fue Sergio Méndez Arceo, el llamado “Obispo Rojo” de Cuernavaca, pionero de la teología de la liberación, quien, junto con Ivan Illich, fundó el Centro Intercultural de Documentación (CIDOC), influenciado por el marxismo y el psicoanálisis freudiano. Después de que Pablo VI asistiera a la conferencia del CELAM celebrada en Medellín en 1968 (un hito en la historia de la teología de la liberación latinoamericana ) y se introdujera un nuevo Orden de la Misa, las obras publicadas del P. Sáenz y Arriaga se volvió aún más estridente. Con la Nueva Iglesia Montiniana argumentando explícitamente que Pablo VI era un Papa ilegítimo y criptojudío que tenía el objetivo de crear una “religión homocéntrica cabalística de fraternidad universal”. Este libro llevó al Cardenal Miranda a declarar al P. Tras la suspensión a divinis de Sáenz y Arriaga en diciembre de 1971, surgió un debate sobre si esto equivalía a una excomunión y miembros de Los TECOS atacaron la casa del cardenal en la Ciudad de México con un grafiti que decía “ Sáenz sí, Miranda no”.  Muchos de estos puntos de vista fueron reiterados y refinados en la obra de 1973 Sede Vacante: Pablo VI no es un Papa legítimo, libro del que se deriva el término sedevacantismo. Estas opiniones también fueron expresadas en la publicación de Sáenz y Arriaga, Trento, fundada en 1972, que eventualmente se convirtió en la Unión Católica Trento ; una organización sedevacantista alineada con Los TECOS.

### FEMACO, CAL y la Liga Mundial Anticomunista
Como fervientes anticomunistas, los años de la Guerra Fría hicieron posible que Los TECOS desarrollaran influencia mucho más allá de México. El 29 de septiembre de 1968 crearon la Federación Mexicana Anticomunista de Occidente (FEMACO) junto con muchas otras organizaciones anticomunistas mexicanas, pero en la que eran el interés controlador. La organización estaba liderada por dos miembros de Los TECOS : los profesores de la Universidad Autónoma de Guadalajara, Raimundo Guerrero (el aliado más cercano de Gallardo) y Rafael Rodríguez López. Esta coalición incluía, además de derechistas radicales, a miembros del partido conservador PAN, especialmente activistas más jóvenes, lo que causaría un problema para la vieja guardia del partido. Otra figura destacada en esta campaña de FEMACO fue Jorge Prieto Laurens, quien durante mucho tiempo había sido un firme activista católico anticomunista mexicano. Habiendo organizado conferencias anticomunistas en América Latina desde los años 1950, utilizó sus contactos para proponer en la Conferencia de la Liga Mundial Anticomunista en Manila en 1971, que la próxima conferencia se celebrara en México.
La Liga Anticomunista Mundial (WACL) se originó a partir de la Liga Anticomunista de los Pueblos Asiáticos y se organizó en Taipei, República de China en Taiwán (incluidos muchos miembros coreanos, japoneses, filipinos, vietnamitas y otros). En 1967, los asiáticos habían formado una alianza con el Bloque de Naciones Antibolcheviques, compuesto principalmente por europeos del este (que estaban bajo el liderazgo de Yaroslav Stetsko ), para formar la WACL. Con la Federación Mexicana Anticomunista de Occidente (FEMACO); bajo el control de Los TECOS ; siendo designada anfitriona de la sexta Conferencia de la Liga Mundial Anticomunista entre el 28 y 29 de agosto de 1972 en la Ciudad de México, los mexicanos recibieron la responsabilidad de formar la Confederación Anticomunista Latinoamericana (CAL), dando a Los TECOS una inmensa influencia sobre todo un continente de actividades anticomunistas. En concreto, esto tuvo lugar en Guadalajara durante una serie de sesiones secretas, presididas por Ku Cheng-Kang (presidente de la Liga Mundial Anticomunista), José J. Roy, Raimundo Guerrero y Rafael Rodríguez López (principales dirigentes de FEMACO). A la fundación del CAL asistieron cuarenta personas procedentes de Bolivia, Argentina, Colombia, Costa Rica, Brasil, Guatemala, Cuba (exiliados pertenecientes al grupo Alpha 66) y México. Esto llevaría a la difusión del lema de Los TECOS "contra la guerrilla roja, la guerrilla blanca". 
Los TECOS, en particular, se ganaron la ira de las secciones británica y estadounidense dentro de la Liga Mundial Anticomunista (WACL), que se opusieron a lo que consideraban su visión del mundo teocrática ultracatólica y su antisemitismo . Los TECOS nunca ocultaron que creían que el comunismo era una conspiración judía y estaban felices de que los oradores de la conferencia lo expresaran abiertamente. El capítulo americano estaba controlado por el Consejo de los Estados Unidos para la Libertad Mundial, que incluía a miembros de la Nueva Derecha estadounidense, alineados con un liberalismo clásico al estilo de la Sociedad Mont Pelerin, junto con el anticomunismo. Políticos tradicionales como Walter Judd y Strom Thurmond estaban asociados con él y tendía a centrarse en la "libertad y la democracia". Debido a los rumores sobre las actividades del grupo mexicano, la ACWF preparó un informe interno, escrito por el estadounidense nacido en Austria, Stefan Thomas Possony, sobre el control de Los TECOS sobre CAL. Possony había escrito algunos trabajos académicos importantes que criticaban la teoría marxista, estaba asociado con el Instituto Hoover y fue pionero en el concepto de Iniciativa de Defensa Estratégica.  Possony afirmó que el "antisemitismo y antimasonismo de Los TECOS sirven para ocultar el antiamericanismo ".  Buscando distanciarse de Los TECOS a la luz del informe, sin perder prestigio político, la ACWF adoptó la siguiente resolución redactada por Reed Irvine : "El antisemitismo es incompatible con una conducta ilustrada y civilizada, y condenamos a los estados comunistas por practicarlo". 
Como parte de los procesos de Liga Mundial Anticomunista, el anfitrión de la conferencia anterior proporcionó el presidente para el siguiente período (en este caso fue Raimundo Guerrero de Los TECOS / FEMACO / CAL) y los anfitriones fueron elegidos para ser el capítulo británico en Londres para 1973. Sin embargo, los representantes británicos, el Círculo de Asuntos Exteriores bajo Geoffrey Stewart-Smith (un miembro del Parlamento y figura destacada del Club del Lunes Conservador ) entraron en una disputa sobre algunos de los personajes a los que se les había permitido asistir a la conferencia organizada por México, en particular Jesús Palacios Tapias, de la CEDADE con sede en Barcelona, que había aparecido en uniforme y declarado que el marxismo era simplemente una "herramienta para instaurar la tiranía de los judíos". La idea de que tales personas aparecieran en Londres fue demasiado para Stewart-Smith y cuando algunos estadounidenses simpatizantes le enviaron los memorandos privados de Possony atacando a Los TECOS, llevó el asunto a los líderes asiáticos de la WACL. Sin embargo, los taiwaneses generalmente permitieron que los capítulos locales manejaran sus propios asuntos y, por lo tanto, no interfirieron con las operaciones de CAL lideradas por Los TECOS y, en cualquier caso, tenían sus propias reservas sobre la sinceridad del "anticomunismo" angloamericano, pareciendo más irritados por el obstruccionismo de Stewart-Smith.   Al final, la conferencia de Londres se canceló y el capítulo británico tuvo que afrontar una factura de 84.000 dólares. Mientras tanto, los latinos se unieron a los mexicanos y la luz se iluminó sobre el capítulo estadounidense que recopilaba informes hostiles secretos contra otros miembros, que los latinos luego usaron para acusar a los angloamericanos de ser parte de un complot para destruir la Liga Mundial Anticomunista, ayudando al comunismo y el capítulo boliviano afirmó que el memorando anti- TECOS era un "documento pro-sionista", que "prueba lo que se ha dicho de que el consejo estadounidense es uno de los instrumentos del sionismo para controlar la Liga Mundial Anticomunista".  Especialmente entre los latinos liderados por TECOS y los asiáticos de Liga Mundial Anticomunista en este período, se adoptó un antiimperialismo de derecha, sospechoso de ambos bandos de la Guerra Fría.

### La Ultraderecha en México y Manuel Buendía
En las décadas de 1970 y 1980, en el contexto de la Guerra sucia en México, las actividades de los TECOS fueron cercanamente monitoreadas por la Dirección Federal de Seguridad. En su libro La ultraderecha en México, el periodista Manuel Buendía denunció públicamente la existencia y las actividades de los TECOS. Organización a la que describió como una organización secreta de extrema derecha vinculada a la Universidad Autónoma de Guadalajara (UAG). Según Buendía, los TECOS operaban como una sociedad secreta con una estructura jerárquica y ritos de iniciación, promoviendo una ideología ultraconservadora y anticomunista. En su investigación, el periodista señaló que esta organización habría mantenido vínculos con la Agencia Central de Inteligencia  en el contexto de la Guerra Fría. También los acusó de ejercer influencia en la política mexicana, infiltrándose en ámbitos empresariales y académicos para favorecer intereses de derecha. Además, señaló que los TECOS difundían propaganda anticomunista desde la UAG y otras instituciones, persiguiendo a líderes de izquierda y movimientos progresistas. Buendía también los relacionó con el espionaje, la infiltración en sindicatos y organizaciones políticas, e incluso con actos de violencia contra opositores. El asesinato de Buendía en 1984 ha sido vinculado con las investigaciones y denuncias que realizó sobre esta y otras organizaciones de poder en México.

## En la actualidad
En la actualidad los TECOS permanecen activos en el estado de Jalisco y allegados al Partido Acción Nacional. Pese a llegar a ejercer supuesta influencia sobre los gobiernos de Jalisco y de México durante comienzos del milenio; su conflicto cerril con la Organización Nacional del Yunque y con la Iglesia católica en México, opacaron la capacidad de operación de los TECOS. Con la llegada al poder de Andrés Manuel López Obrador en 2018, los TECOS han sido vinculados a distintos grupos opositores a su gobierno como FRENAAA y a organizaciones patronales como la Confederación Patronal de la República Mexicana, no obstante, estas acusaciones carecen de mayor sustento.